# Sesam (TV-program)
Sesam (engelska: Sesame Street) är en amerikansk pedagogisk TV-serie för barn. Den har handdockor ("muppar") i huvudrollerna, skapad av Jim Henson 1969. Tanken med Sesam är att barn skall inspireras att lära sig räkna och skriva.
Programmet hade premiär i USA den 10 november 1969, och Sesam gjorde skaparna till pionjärer inom pedagogiska barnprogram med ett oändligt antal efterföljare och kopior världen över. I Sverige hämtade till exempel Fem myror är fler än fyra elefanter tydligt inspiration från Sesam. Handdockorna – "Mupparna" (engelska: the Muppets) – lanserades även senare i det rena underhållningsprogrammet Mupparna.
Sesam är idag världens längst pågående barnprogram och nyproduktion sker än i dag i stor skala på produktionsbolaget Sesame Workshop i New York. Nya avsnitt av Sesam sänds dagligen på det reklamfria televisionsnätverket PBS i USA.

## Sesam på svenska
I Sverige hade serien premiär 1976 och dubbades/bearbetades då till en svensk version, Sesam.
- Lars Amble – Grodan Kermit
- Ernst Günther – Kakmonstret
- Tor Isedal
- Ingvar Kjellson – Stormonstret
- Fillie Lyckow
- Per Myrberg
- Gösta Prüzelius – Grover
- Björn Gustafson – Ernie
- Carl Billquist – Bert

## Länder som gjort lokala versioner
| Land                            | Titel                                                  | Startår |
| ------------------------------- | ------------------------------------------------------ | ------- |
| Afghanistan                     | Koche Sesame                                           | 2004    |
| Arabländerna                    | Iftah Ya Simsim                                        | 1979    |
| Australien                      | Open Sesame                                            | 2003    |
| Bangladesh                      | Sisimpur                                               | 2005    |
| Belgien och Nederländerna       | Sesamstraat                                            | 1976    |
| Brasilien                       | Vila Sésamo                                            | 1972    |
| Danmark                         | Sesamgade                                              | 2009    |
| Egypten                         | Alam Simsim                                            | 2000    |
| Filippinerna                    | Sesame! (Batibot)                                      | 1984    |
| Frankrike                       | 1, rue Sesame                                          | 1978    |
| Frankrike                       | 5, Rue Sésame                                          | 2005    |
| Indien                          | Galli Galli Sim Sim                                    | 2006    |
| Indonesien                      | Jalan Sesama                                           | 2007    |
| Irland                          | Tar ag Spraoi Sesame                                   | 2007    |
| Israel                          | Rechov Sumsum                                          | 1983    |
| Israel och Palestina            | Rechov Sumsum och Shara'a Simsim                       | 1998    |
| Japan                           | Sesame Street                                          | 2004    |
| Kambodja                        | Sabai Sabai Sesame                                     | 2005    |
| Kanada                          | Canadian Sesame Street (blevSesame Park på 1990-talet) | 1973    |
| Kina                            | Zhima Jie                                              | 1998    |
| Kina, Italien, Polen och Taiwan | Sesame English                                         | 1999    |
| Mexiko                          | Plaza Sésamo                                           | 1972    |
| Nordirland                      | Sesame Tree                                            | 2008    |
| Norge                           | Sesam Stasjon                                          | 1991    |
| Polen                           | Ulica Sezamkowa                                        | 1996    |
| Portugal                        | Rua Sésamo                                             | 1989    |
| Ryssland                        | Ulitsa Sezam                                           | 1996    |
| Spanien                         | Barrio Sésamo                                          | 1979    |
| Storbritannien                  | Play with Me Sesame                                    | 2002    |
| Sverige                         | Svenska Sesam                                          | 1981    |
| Sydamerika                      | Takalani Sesame                                        | 2000    |
| Turkiet                         | Susam Sokağı                                           | 1986    |
| Tyskland                        | Sesamstraße                                            | 1973    |